# Panzer Auto 1
Panzer Auto 1 (P.A.1) було найбільш масовим панцирником збройних сил Австро-Угорщини доби Першої світової війни. Поширеною стала назва панцирник «Юнович» (Junovec Panzerwagen) від прізвища гауптмана Юновича, під чиїм керівництвом їх зібрали.
Через консерватизм імператора Франца Йосифа І, частини генералітету Австро-Угорщини вступила у війну без автомобілів, панцирників незважаючи на те, що по кількості автомобільних компаній, продукції автомобілів усіх типів вона значно випереджала, скажімо, Російську імперію. Тому в ході війни (1916) довелось терміново розробити і зібрати панцирник на шасі вантажівки, причому здійснено це було доволі примітивно з легким нахилом верхньої частини доволі високого корпусу і без обертової кулеметної башти. Перші три панцирника зібрали на шасі 3-тонних вантажівок «FIAT» з мотором потужністю 40 к.с. У 1917 були побудовані панцирники на щасі вантажівок Büssing (2), Adolph Saurer AG (1) з моторами відповідно потужність 34 к.с. і 32 к.с. У панцирних листах прорізали п'ять лючків для двох кулеметів Schwarzlose MG M.07/12 (стаціонарний спереду, переносний по сторонах).
Наприкінці 1917 їх використовували на Балканському фронті, потім перемістили на Східний фронт. Два панцирники передали до Першого Ц. К. Панцирного автоз'єднання (K.u.K № 1 Panzerautozug) на Італійському фронті. У ньому також знаходились два панцирника Romfell та по трофейному Lancia I.Z., Остін-Путіловець.